# Joe Borg

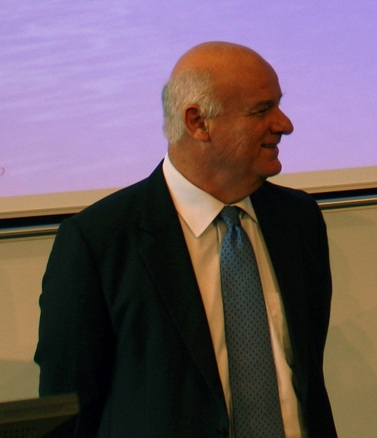
Joe Borg

Joe Borg, född 19 mars 1952, är en maltesisk politiker som var EU-kommissionär 2004-2010. 
Borg är jurist från University of Malta där han 1975 avlade en doktorsexamen. Han var ledamot av Maltas representanthus för Nationalistpartiet 1995-2004 och utrikesminister 1999-2004 med ansvar för Maltas medlemsförhandlingar till Europeiska unionen. Efter EU-anslutningen 1 maj 2004 blev Borg Maltas första EU-kommissionär och tjänstgjorde en kort period i Prodi-kommissionen där han ansvarade för utvecklingsfrågor och bistånd. I den efterföljande Kommissionen Barroso I ansvarade Borg för fiskefrågor. 